# دابات (إثيوبيا)
دابات  (بالإنجليزية: Dabat)‏ هي مدينة في شمال إثيوبيا. تقع على جبال سايمن على طول الطريق السريع من قوندر إلى دبارك. تقع المدينة في منطقة شمال جوندار في إقليم أمهارا. وتُعد دابات واحدة من مدينتين تقعان في مقاطعة دابات. 
يوجد مركز صحي حكومي في دابات.

## التعداد السكاني
حسب التعداد الوطني لعام 2007، بلغ عدد السكان الكلي لهذه المدينة 12574 نسمة، منهم 5662 رجل و6912 امرأة. كان عدد سكان المدينة في تعداد 1994: 8782 نسمة، منهم 3737  رجل و5045 امرأة.